# Сумалакаррегуй, Хайме
Хайме Сумалакаррегуй Бенитес (баск. Jaime Zumalacárregui Benítez, 7 сентября 1956, Мадрид, Испания) — испанский хоккеист (хоккей на траве), вратарь. Серебряный призёр летних Олимпийских игр 1980 года.

## Биография
Хайме Сумалакаррегуй родился 7 сентября 1956 года в Мадриде.
Играл в хоккей на траве за «Клуб де Кампо» из Мадрида.
В 1979 году в составе сборной Испании завоевал серебряную медаль хоккейного турнира Средиземноморских игр в Сплите.
В 1980 году вошёл в состав сборной Испании по хоккею на траве на летних Олимпийских играх в Москве и завоевал серебряную медаль. Играл на позиции вратаря, провёл 1 матч, мячей не пропускал.